# Jean du Bellay (cardinal)
Pour les autres membres de la famille, voir Famille du Bellay.
Pour les articles homonymes, voir Jean du Bellay.
Jean du Bellay, né en  1498 à Souday et mort le 16 février 1560 à Rome, est un ecclésiastique et diplomate français. Les armoiries de Jean du Bellay étaient d'argent à la bande fuselée de gueules, accompagnée de six fleurs de lis d'azur, mises en orle, 3 en chef, 3 en pointe.

## Biographie

### Origine
Il est le troisième enfant de Louis du Bellay et de Marguerite de La Tour-Landry, frère de Guillaume du Bellay (l’aîné de cinq enfants), de Martin du Bellay et de René du Bellay.
Il jouit de la faveur de François Ier qui l’éleva aux plus hautes dignités et lui confia ses plus grandes affaires. Il fut d’abord évêque de Bayonne en 1524-1532, puis évêque de Paris en 1532-1551. Il fut aussi abbé commendataire d'Auchy vers 1533-1534, de Pontigny à partir de 1545 et de Fontaine-Daniel à partir de 1552, et ce jusqu'à sa mort.
Il eut, successivement ou en même temps, les abbayes d'Aniane (1544-1546), de Saint-Martin d'Auchy (Aumale) (1533-1534), de Ste-Marie d'Aulps (1554-1560), de l'Aumône ou du Petit-Citeaux (pour des dates comprises entre 1536 et 1540), de Barbeaux (1534-1545), de Breteuil (1527-1535), (de Saint-Pierre de Chalon-sur-Saône : François Ier la lui promit vers 1535, mais il semble qu'il ne l'ait pas eue), de Cormery (1535-1545), d'Entremont (1556-1560), de l'Eschalis (de 1545/1546 à 1555 au moins), de l'Espau (1557-1560), de Fontaine-Daniel (vers 1543/1545-1560 ?), de Saint-Vincent du Mans (au moins entre 1537 et 1554), de Lérins (1532-1545), de Longpont (1531-1545), de Montolieu (1546), de Meymac (1545), de Pontigny (1544/1545-1560), (de Saint-Denis de Reims : 1545 ?), de Saint-Gildas (à Châteauroux ; en 1532), de Saint-Maur-des-Fossés (1532-1551), de Tiron (1551 au moins-1560), de la Trappe (1535-1538), (des Vaux-de-Cernay ?) ; et le prieuré de Saint-Pourçain au diocèse de Clermont en 1547/1550.

### Ambassadeur
Il avait été, en 1527, ambassadeur auprès d'Henri VIII en Angleterre, et il y retourna en 1533. Ce prince alors menaçait d’un schisme ; il promit cependant à du Bellay de ne pas rompre avec la cour de Rome, pourvu qu’elle lui donnât le temps de se défendre par procureur. Du Bellay se rendit sur-le-champ à Rome pour demander un délai au pape Clément VII ; il l’obtint, et envoya au roi d'Angleterre un courrier pour avoir la procuration qu’il avait promise ; mais le courrier n’ayant pu être de retour auprès du pape le jour qu’on lui avait fixé, les agents de l’empereur Charles Quint firent tant de bruit, qu’on fulmina l’excommunication contre Henri VIII, et l’interdit sur ses États, malgré les protestations de l’évêque de Paris. Le courrier arriva en effet deux jours après ; mais la bulle avait été lancée ; ce qui décida le schisme de l’Angleterre.
Du Bellay continua d’être chargé des affaires de France auprès de Paul III, successeur de Clément, et qui le fit cardinal le 21 mai 1535. L’année suivante, il assista à un consistoire, où l’empereur Charles-Quint s’emporta tellement contre François Ier, que du Bellay crut devoir se rendre immédiatement auprès de ce monarque pour l’en prévenir.
Charles-Quint ayant bientôt après débarqué en Provence avec une armée nombreuse, François Ier marcha à sa rencontre, laissant à Paris le cardinal du Bellay, avec le titre de lieutenant général, et le commandement de la Picardie et de la Champagne. Les Impériaux ayant, au mois d’août 1536, assiégé Péronne, dont le maréchal de Fleuranges était le commandant, pour calmer la fermentation des habitants de Paris, du Bellay les persuada d’abord de défendre leur ville par l’élévation d’un rempart, puis d’envoyer des secours aux assiégés.

### Évêque
Ses services lui valurent de nouveaux bienfaits de François Ier, qui le nomma, en 1541, évêque de Limoges (1541-1546) ; en 1544, archevêque de Bordeaux (1545-1551 puis 1559-1560) ; en 1546, évêque du Mans (1546-1556). Il fut aussi un éphémère évêque de Tréguier (1548) puis de St-Brieuc (1553). Il se servit de sa faveur pour l’avancement des lettres, et se joignit au savant Guillaume Budé pour décider le roi à fonder le Collège de France ; mais après la mort du père des lettres qu'était le roi François, en 1547, le cardinal du Bellay fut amoindri dans son rang et dans son crédit à cause des intrigues du cardinal de Lorraine. Il se retira alors dans la Ville éternelle, Rome.

### Rome
Cardinal en 1535, il le fut d'abord au titre de cardinal-prêtre de Ste-Cécile (1535), de St-Pierre-aux-Liens (1547), de St-Adrien (1548), de St-Chrysogone (1549), puis au titre de cardinal-évêque d'Albano (1550), de Frascati (1553), de Porto et Ste-Rufine (1553), d'Ostie et Velletri (1555).
Il se retira à Rome, où, par le privilège de son âge, il fut fait évêque d'Ostie, et tint rang de doyen du Collège des cardinaux pendant l’absence des cardinaux de Tournon et de Bourbon, ses anciens. Il s’était démis de l’évêché de Paris en faveur d’Eustache du Bellay, son petit-cousin, et de l’archevêché de Bordeaux.
Il fit construire un superbe palais à Rome sur l'enceinte méridionale des thermes de Dioclétien. Il était si estimé qu’on parla de le faire pape, après la mort de Marcel II : il recueillit huit voix du conclave lors de l’élection du nouveau pape Paul IV en mai 1555. Il mourut dans cette ville, le 16 février 1560. Il fut inhumé dans l’église de la Trinité des Monts, au couvent des Minimes, auquel il léguait 30 000 écus d’or et la moitié de sa riche vaisselle.

### Les lettres
Mécène, bâtisseur, amateur d'antiquités et d'archéologie, le cardinal du Bellay protégea et cultiva les lettres : c’est sur sa proposition que fut fondé le Collège de France. Brantôme a dit : 

« que le cardinal du Bellay fut un des plus savants, éloquents, sages et avisés de son temps ; qu’il était pour tout, et un des plus grands personnages en tout et de lettres et d’armes qui fût. »

C’est au cardinal du Bellay que François Rabelais fut attaché, suivant les uns, comme domestique (nom qu’on donnait alors à tous ceux qui faisaient partie de la maison d’un grand), suivant d’autres en qualité de médecin. Jean du Bellay accueillit également son neveu, Joachim du Bellay, en 1553, dans son palais romain comme intendant.

### La cupidité?

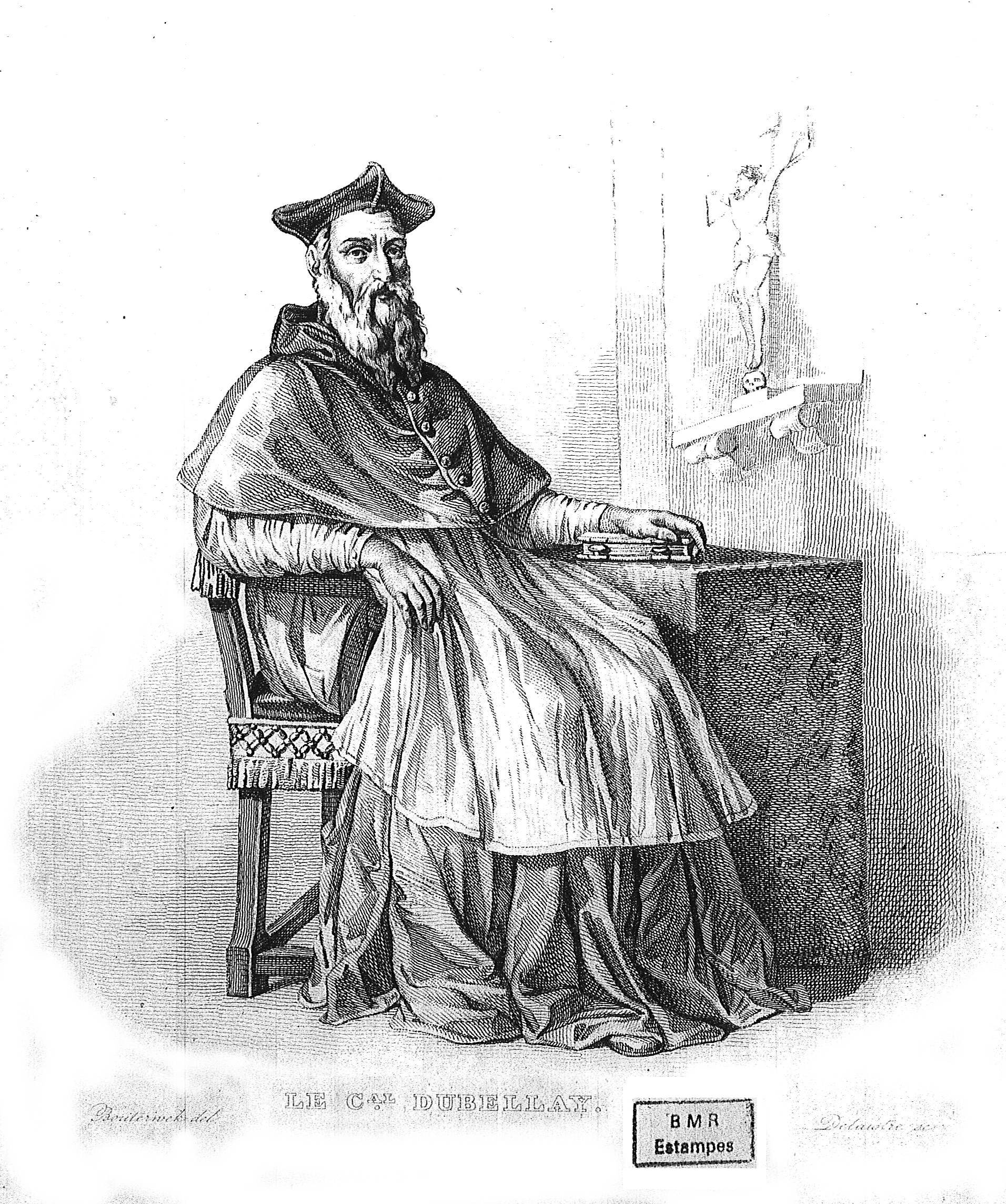
En habit ecclésiastique, gravure du XIXe siècle.

Dom Piolin a fait un portrait à charge de Jean du Bellay, en insistant sur sa cupidité supposée : « A cette date il était admis que l'Eglise paierait les dettes de l'Etat. Jean du Bellay reçut donc, au mois d'août 1541, un troisième évêché, celui de Limoges. Mais ce n'était pas assez encore : Paris, Bayonne et Limoges, le fief de Saint-Cloud, les abbayes de Saint-Maur, de Fontaine-Daniel, de Lérins, des Eschcalis, au diocèse de Sens, d'Aumale, de Pontigny, de Tiron, de la Trappe, de l'Aumône, de Saint-Pierre à Chalon-sur-Saône, du Gué de Launay (en fait à son frère René du Bellay), d'Aniane, de Saint-Denis de Reims, de Longpont, de Breteuil, le prieuré de Saint-Pourçain et une foule d'autres bénéfices, ne satisfaisaient pas encore l'avidité du cardinal ; il eut un long procès pour s'emparer des abbayes de Saint-Vincent du Mans et de Saint-Martin de Séez, dans lesquelles notre pieux cardinal Philippe de Luxembourg avait rétabli la régularité avec un admirable dévouement. Jean du Bellay n'ayant pu venir à bout de son entreprise, malgré tout son crédit, fit éprouver aux religieux toutes sortes de vexations. Il faut remarquer que ce fut à la sollicitation de ce prélat que la régularité fut abolie dans le plus grand nombre de ces monastères ; on désarmait la milice la plus active, au moment où le danger devenait le plus pressant. Par un aveuglement inconcevable, on ne voulait plus laisser aux hommes de prière et d'étude la possibilité de se livrer à la défense de l'Église et aux œuvres de la prière, plus puissante que tous les autres moyens pour détourner les malheurs de la société. Ces simples considérations, que la foi inspire à tout chrétien instruit des principes de sa croyance, n'étaient guère familières à la cour de François Ier, où l'avidité pour les bénéfices était poussée au dernier scandale ».

## Publications
Nous avons de du Bellay : 
1. Trois livres de poésies latines, imprimées à la suite de trois livres d’odes de Salmon Macrin, Paris, Robert Estienne, 1546, in-8° ;
2. Francisci (primi) Francorum régis Epistola apologetica, imprimée avec d’autres pièces, en 1542, in-8° ; traduit en français, 1545, in-8° ;
3. Joannis cardinalis Bellaii, Francisci Olivarii et Africani Mallcii, Francisci I legatorum, Orationes duce, nec non pro eodem rege Defensio adversus Jacobi Omphalii maledicta, imprimés en latin et en français, Paris, Robert Estienne, 1544, in-4°. La traduction française de la Défense du roi, imprimée à part la même année, est de Pierre Bunel ;
4. Un grand nombre de lettres, dont l’édition est en cours par Rémy Scheurer et Petris Loris pour la Société de l’Histoire de France. Deux volumes avaient été publiés en 1969 et 1973, et cinq autres commencent à paraître en 2008. Une base de données avec les références de toutes les lettres est accessible depuis 2007 sur le site de l’université de Neuchâtel ;
5. Une Apologie de François Ier, publiée en 1546.